# Championnat de Roumanie féminin de volley-ball
Le Championnat de Roumanie féminin de volley-ball est une compétition de volley-ball organisée par la Fédération roumaine de volley-ball (Federaţia Română de Volei, FRV). Il a été créé en 1950.

## Palmarès
| Année | Champion                         | Finaliste                    | Troisième                |
| ----- | -------------------------------- | ---------------------------- | ------------------------ |
| 1950  | Locomotiva CFR Bucureşti         |                              |                          |
| 1951  | CS Progresul ICAS Bucureşti      |                              |                          |
| 1952  | CS Progresul Sănătatea Bucureşti |                              |                          |
| 1953  | CS Progresul CPCS Bucureşti      |                              |                          |
| 1954  | CS Ştiinţa ICF Bucureşti         |                              |                          |
| 1955  | CS Progresul CPCS Bucureşti      |                              |                          |
| 1956  | Progresul CPCS Bucureşti         |                              |                          |
| 1957  | Dinamo Bucarest                  |                              |                          |
| 1958  | Dinamo Bucarest                  |                              |                          |
| 1959  | Rapid Bucarest                   |                              |                          |
| 1960  | Dinamo Bucarest                  |                              |                          |
| 1961  | Dinamo Bucarest                  |                              | CS Universitatea Cluj    |
| 1962  | Dinamo Bucarest                  |                              | CS Universitatea Cluj    |
| 1963  | Dinamo Bucarest                  |                              |                          |
| 1964  | compétition non disputée         | compétition non disputée     | compétition non disputée |
| 1965  | Rapid Bucarest                   |                              |                          |
| 1966  | Dinamo Bucarest                  |                              |                          |
| 1967  | Dinamo Bucarest                  |                              |                          |
| 1968  | Rapid Bucarest                   |                              |                          |
| 1969  | Dinamo Bucarest                  |                              |                          |
| 1970  | CS Penicilina Iaşi               |                              |                          |
| 1971  | CS Penicilina Iaşi               |                              |                          |
| 1972  | Rapid Bucarest                   |                              |                          |
| 1973  | Rapid Bucarest                   |                              |                          |
| 1974  | Rapid Bucarest                   |                              |                          |
| 1975  | Dinamo Bucarest                  |                              |                          |
| 1976  | Dinamo Bucarest                  |                              |                          |
| 1977  | Dinamo Bucarest                  |                              |                          |
| 1978  | Dinamo Bucarest                  |                              |                          |
| 1979  | Dinamo Bucarest                  | CSU Galați                   |                          |
| 1980  | Dinamo Bucarest                  |                              |                          |
| 1981  | Dinamo Bucarest                  |                              |                          |
| 1982  | Dinamo Bucarest                  |                              |                          |
| 1983  | Dinamo Bucarest                  |                              |                          |
| 1984  | Dinamo Bucarest                  | CSU Galați                   |                          |
| 1985  | Dinamo Bucarest                  | CSU Galați                   | Farul Constanta          |
| 1986  | CS Universitatea Craiova         | CSU Galați                   |                          |
| 1987  | CS Universitatea Craiova         | CSU Galați                   |                          |
| 1988  | CS Universitatea Craiova         | Dinamo Bucarest              | Flacara Rosie Bucarest   |
| 1989  | Dinamo Bucarest                  | Chimia Râmnicu Vâlcea        | CS Universitatea Craiova |
| 1990  | CS Universitatea Craiova         |                              |                          |
| 1991  | CS Universitatea Craiova         |                              |                          |
| 1992  | Rapid Bucarest                   |                              | CS Universitatea Cluj    |
| 1993  | Rapid Bucarest                   |                              |                          |
| 1994  | Rapid Bucarest                   | CS Universitatea Bacău       | CS Universitatea Cluj    |
| 1995  | Rapid Bucarest                   | CS Universitatea Bacău       |                          |
| 1996  | Rapid Bucarest                   | CS Universitatea Bacău       |                          |
| 1997  | CS RATB Grundfos Bucureşti       |                              |                          |
| 1998  | CS Universitatea Bacău           |                              |                          |
| 1999  | Rapid Bucarest                   | CS Universitatea Bacău       |                          |
| 2000  | Rapid Bucarest                   | CS Universitatea Bacău       | Dinamo Bucarest          |
| 2001  | Rapid Bucarest                   | CS Universitatea Bacău       | Dinamo Bucarest          |
| 2002  | VC Unic Piatra Neamţ             |                              | Dinamo Bucarest          |
| 2003  | CS RATB Petrom Bucureşti         | VC Unic Piatra Neamţ         | Dinamo Bucarest          |
| 2004  | CS AIBO Rapid-RATB Bucureşti     | Stiinta Amicii Bacau         | Dinamo Bucarest          |
| 2005  | CS Ştiinţa Bacău                 | CS AIBO Rapid-RATB Bucureşti | CSU Metal Galați         |
| 2006  | Rapid Bucarest                   | CS Ştiinţa Bacău             | Dinamo Bucarest          |
| 2007  | CSU Metal Galați                 | Dinamo Bucarest              | CS Ştiinţa Bacău         |
| 2008  | CSU Metal Galați                 | Dinamo Bucarest              | CS Ştiinţa Bacău         |
| 2009  | CSU Metal Galați                 | Tomis Constanţa              | Dinamo Bucarest          |
| 2010  | CSU Metal Galați                 | Tomis Constanţa              | Dinamo Bucarest          |
| 2011  | Tomis Constanţa                  | CS Ştiinţa Bacău             | Dinamo Bucarest          |
| 2012  | Tomis Constanţa                  | CS Ştiinţa Bacău             | Dinamo Bucarest          |
| 2013  | CS Ştiinţa Bacău                 | Dinamo Bucarest              | Tomis Constanţa          |
| 2014  | CS Ştiinţa Bacău                 | Dinamo Bucarest              | Volei Alba Blaj          |
| 2015  | Volei Alba Blaj                  | CSM Târgoviște               | CSM Bucarest             |
| 2016  | Volei Alba Blaj                  | CSM Târgoviște               | CSM Bucarest             |
| 2017  | Volei Alba Blaj                  | CSM Bucarest                 | CSM Târgoviște           |
| 2018  | CSM Bucarest                     | Volei Alba Blaj              | CS Ştiinţa Bacău         |
| 2019  | Volei Alba Blaj                  | CSM Bucarest                 | CSM Târgoviște           |
| 2020  | Volei Alba Blaj                  | Dinamo Bucarest              | CSM Târgoviște           |
| 2021  | CSM Târgoviște                   | Volei Alba Blaj              | Dinamo Bucarest          |
| 2022  | Volei Alba Blaj                  | CSM Târgoviște               | CSO Voluntari            |
| 2023  | Volei Alba Blaj                  | CSM Târgoviște               | CSM Lugoj                |
| 2024  | CSO Voluntari                    | Volei Alba Blaj              | CSM Târgoviște           |